# قانون فون باير
قانون فون باير هو قانون في علم الأجنة صاغه العالم كارل إرنست فون باير في عام 1828 بعد ملاحظته لأجنة الفقاريات . وينص هذا اقانون على أن الخصائص العامة للأجنة، والتي تظهر في وقت مبكر من نموها، سيتم استبدالها تدريجيا بخصائص محددة بشكل متزايد. وعلى سبيل المثال، ستكون أجنة الأسماك والثدييات المتشابهة خلال مراحلهما المبكرة، ثم يتمايزان تدريجيًا، ويطوران خصائص خاصة بهما....

## كارل إرنست فون باير
انظر كذلك : كارل إرنست فون باير

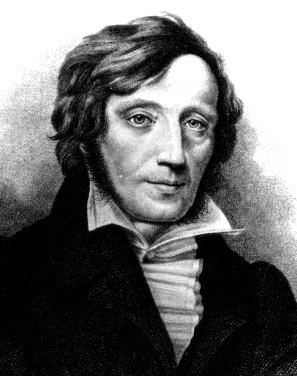
العالم كارل إرنست فون باير

ولد كارل إرنست فون باير في 28 février 1792 في قرية بيبي، في إستونيا الحالية، وتوفي في 28 novembre 1876 في دوربات ( تارتو حاليًا). كان مهتمًا بمواضيع مختلفة بما في ذلك علم الأجنة والطب وعلم النبات وعلم الحيوان والجيولوجيا والأرصاد الجوية. ومن ناحية أخرى، فإن أبحاثه في علم الأجنة هي التي جعلت منه عالمًا موقرًا في هذا العصر. تناول تكاثر الثدييات وتطورها بالإضافة إلى دور الجوف خارج الجنين وتكوين الجنين ووظيفة الأعضاء. وكان له الفضل أيضًا في اكتشاف بيض الثدييات.ومن الجدير بالذكر هو أن باير كان متمسكًا جدا بنظرية جورج كوفييه القائلة بأن الحيوانات قد تم تقسيمها إلى أربع مجموعات رئيسية، أو شعب:
- الإشعاعات : حيوانات ذات تناظر شعاعي (على سبيل المثال: : نجم البحر)؛
- الرخويات : الرخويات (على سبيل المثال. : هادئة)؛
- المفاصل : حيوانات ذات جسم مجزأ (على سبيل المثال. : سرطان البحر)؛
- الفقاريات : الفقاريات (على سبيل المثال. : الضفدع).

## قانون باير
ينقسم قانون فون باير إلى أربعة بيانات :

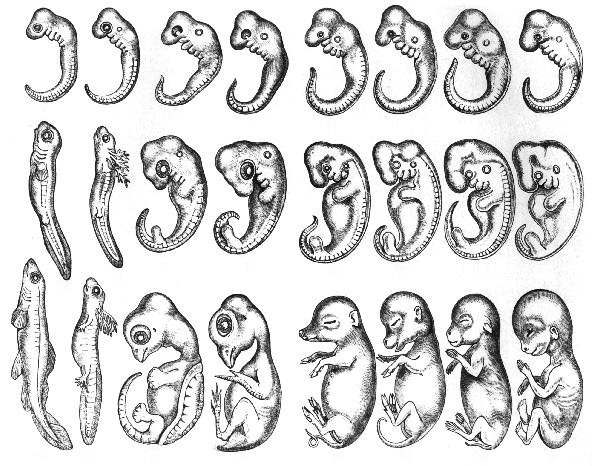
نسخة جورج رومانس من رسومات الأجنة المنسوبة زورا إلى هيكل (1972)

- نسخة جورج رومانس من رسومات الأجنة المنسوبة زورا إلى هيكل (1972) يعرض الجنين معظم الخصائص العامة لمجموعة الحيوانات التي ينتمي إليها قبل عرض الخصائص " خاص »;
- تصبح الشخصيات أكثر تخصصًا مع تطورها من شخصيات أكثر عمومية؛
- أثناء النمو، تختلف مراحل الجنين بشكل متزايد عن المراحل الجنينية للحيوانات الأخرى؛
- إن جنين حيوان معين لا يشبه قط حيوانًا أدنى منه (حسب سلسلة الكائنات )؛ إن الأجنة فقط هي التي تشبه بعضها البعض في مرحلة معينة من التطور.

يوضح فون باير ظاهرة التشابه بين أجنة الحيوانات من شعب مختلفة في المقطع التالي :
إن أجنة الثدييات والطيور والسحالي والثعابين، وربما أيضًا أجنة السلاحف، تكون متشابهة جدًا خلال المراحل الأولى من تطورها، سواء ككل أو في طريقة تطور الأجزاء؛ وهذا التشابه مثالي جدًا بحيث لا يمكننا تمييزهما إلا من خلال حجمهما. لدي جنينان صغيران محفوظان في الكحول، أهملت كتابة أسمائهما، ومن المستحيل حاليًا أن أحدد إلى أي فئة ينتميان. وقد تكون سحالي، أو طيورًا صغيرة، أو ثدييات صغيرة جدًا، مثل التشابه في طريقة تكوين الرأس والجذع في هذه الحيوانات. صحيح أن نهايات هذه الأجنة لا تزال مفقودة؛ لكن لو كانت في المرحلة الأولى من تطورها، لما علمتنا شيئًا، لأن أقدام السحالي والثدييات، وأجنحة وأقدام الطيور، وحتى أيدي وأقدام الإنسان، كلها تبدأ من نفس الشكل الأساسي. . » 

## النظريات ذات الصلة
وتمت صياغة أفكار أخرى لعلم الأجنة المقارن في عهد فون باير. وقد تأثرت العديد من هذه النظريات بشكل مباشر بنظرية التباعد التي وضعها باير، حيث طبقت تفسيرًا تطوريًا لها.

### ميكيل سيريس
وقبل سنوات قليلة من نشر فون باير نظريته، اقترح باحثان، ألماني وفرنسي، أن جنين حيوان أعلى يمر بمرحلة تعكس فيها تركيبته التشريحية تلك الموجودة في الحيوانات الأدنى منه (حسب قناة بعض الكائنات). . وبالتالي فإن الحيوانات الدنيا تمتلك بشكل دائم الهياكل المتخلفة للحيوانات الأكثر تطورًا منها. وضعت هذه الفرضية، المعروفة باسم نظرية ميكيل-سيريس (المزدوجة) للتوازي، الأسس لنظرية تلخيص إرنست هيجل التي ظهرت بعد حوالي أربعين عامًا.

### أغاسيز
لويس أغاسيز ،وهو عالم سويسري هاجر إلى الولايات المتحدة، ذهب إلى أبعد من ذلك بنظريته حول التوازي الثلاثي. ووفقا له، فإن ترتيب ظهور الحفريات الحيوانية في الطبقات الجيولوجية يعكس ترتيب ظهور الشخصيات التي قد تظهرها الأجنة والذي يعكس بدوره الروابط التطورية بين الحيوانات.

### داروين
رأى تشارلز داروين في نظرية باير دليلاً على أصل مشترك للأنواع التي مرت بتعديلات وتطورات مختلفة. وأشار أيضًا إلى حقيقة أن بعض الأعضاء، مقارنة بين الأنواع، تكون متطابقة على المستوى الجنيني، ولكنها تظهر اختلافات كبيرة على مستوى البالغين الناضجين.

### هيكل
وبناءً على النظريات الثلاث السابقة (التوازي المزدوج، والتوازي الثلاثي، وتطور الأنواع)، قام إرنست هيكل بتأليف نظرية التلخيص في عام 1868. ووفقا له، فإن تطور الفرد يلخص تطوره العرقي. تمر الأنواع الأعلى بمراحل جنينية تتخذ خلالها شكل أنواع (من أصنافها) أقل منها، والتي يزداد حجمها تدريجيًا. التعقيد".

## قانون فون باير اليوم

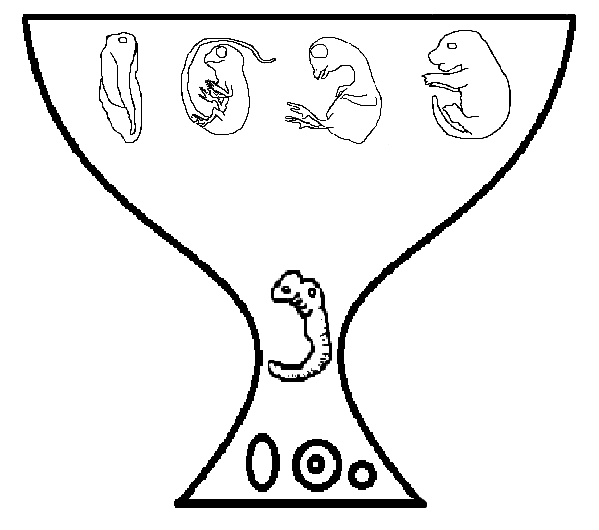
نظرية الساعة الرملية لتطور الجنين (مرحلة التباعد والنمط التطوري)

قانون الاختلاف لفون باير يعتبر أحد القوانين الأساسية في علم الاحتمالات والإحصاء، حيث يصف بشكل دقيق توزيع البيانات والتغيرات المتوقعة في العينات الكبيرة. ومع ذلك، فإن هذا القانون ليس بدون عيوب، حيث يتعرض لبعض التحديات والمشاكل التي يجب مراعاتها.
من بين هذه المشاكل، يمكن ذكر تباطؤ التغير في العينات الصغيرة، حيث قد لا يكون الاختلاف بين العينات كبيرًا بما يكفي لتوضيح الاتجاهات الحقيقية في البيانات. كما قد يتعذر تطبيق قانون الاختلاف في بعض السياقات التي تتضمن توزيعات غير عادية أو عينات صغيرة جدًا.
علاوة على ذلك، يجب مراعاة تأثير القيم المتطرفة أو البيانات الطبيعية في التحليل، حيث قد تؤدي هذه القيم إلى تشويش في نتائج الاختبار وتحديد الاتجاهات الحقيقية للبيانات.
لذا، يجب على الباحثين والمحللين أن يكونوا حذرين ويستخدموا قانون الاختلاف بحكمة، مع مراعاة السياق الخاص والظروف المحيطة بالبيانات للحصول على استنتاجات دقيقة وموثوقة.</br> ويعد أحد أهم عيوب نظرية باير يأتي من حقيقة أن الأجنة الصغيرة لديها درجة كبيرة جدًا من الاختلاف بين الأنواع (خاصة خلال مرحلة المعدة ). نموذج الساعة الرملية، وهو امتداد لنظرية باير، يتنبأ بمرحلة من الاختلافات بين الأجنة في مرحلة مبكرة من التطور تليها مرحلة انخفاض في التباين المورفولوجي بين الأجنة ( مرحلة النمط التطوري ) مع مرحلة نهائية من تباعد فون بارين. وقد أكدت الدراسات وجود مرحلة النمط النباتي على المستوى الجزيئي,.</br> بشكل استثنائي، قد يكون الأمر أنه على الرغم من الاختلافات في تطور المراحل اليرقية أو الجنينية، فإن الأفراد من الأنواع المختلفة لديهم مورفولوجية بالغة متشابهة جدًا. يتم توضيح هذه الظاهرة بيانيا أدناه.</br>

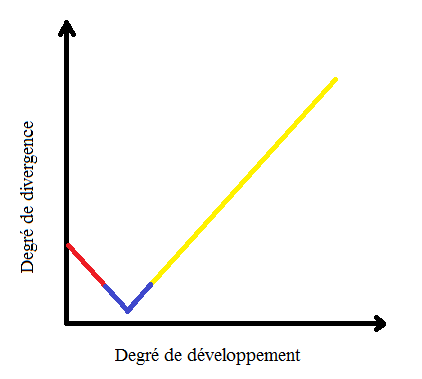
التمثيل البياني لنموذج الساعة الرملية. تفصل مرحلة المرحلة النمطية (باللون الأزرق) بين المراحل المبكرة (الحمراء) والمتأخرة (الصفراء) من تطور الجنين حيث يمكن ملاحظة الاختلافات المورفولوجية.

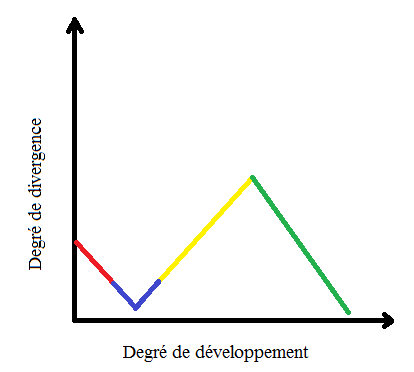
هذا تمثيل رسومي لنموذج الساعة الرملية مع مرحلة من الأشكال التشكلية للبالغين (الأخضر). تفصل المرحلة النمطية (باللون الأزرق) بين المراحل المبكرة (الحمراء) والمتأخرة (الصفراء) من تطور الجنين حيث يمكن ملاحظة الاختلافات المورفولوجية.

</br> حتى اليوم، لا تزال نظرية فون باير موضع انتقاد. على سبيل المثال، خلصت دراسة أجريت عام 2008 إلى عدم وجود علاقة بين درجة التطور الجنيني وتكرار التغيرات التطورية. ومع ذلك، من خلال إجراء تعديلات بفضل المعرفة المكتسبة في علم الأجنة على مدى ما يقرب من 200 عام، لا يزال قانون باير صالحًا حتى يومنا هذا.

## مقالات ذات صلة
- كارل إرنست فون باير
- علم الأحياء التطوري التطوري
- نظرية التلخيص
- المرحلة النمطية